# Розанов, Михаил Александрович
Михаил Александрович Розанов (настоящая фамилия — Асс; 1901—1991) — советский артист театра и кино.

## Биография
Родился 5 (18 октября) 1901 года в Одессе (ныне Украина). С 1933 года работал в Новом театре. С 1939 года в ЛДТ имени Ленинского комсомола.
С 1939 года работал в ЛДТ имени Ленинского Комсомола. В годы Великой Отечественной войны, находясь в эвакуации, играл роли в ЛАТД имени А. С. Пушкина.
Умер 3 сентября 1991 года. Похоронен в Санкт-Петербурге на кладбище жертв 9-го января.

## Семья
- первая жена — актриса Н. А. Копелянская
  - сын — актёр Алексей Михайлович Розанов.
- вторая жена — актриса В. А. Будейко
  - сын Олег (р. 1939), химик

## Творчество

### Новый театр
- «На всякого мудреца довольно простоты» А. Н. Островского — Егор Дмитрич Глумов
- «Парижский тряпичник» Ф. Пиа — Актрэ
- «Варвары» М. Горького — Егор Петрович Черкун
- «Три сестры» А. П. Чехова — Николай Львович Тузенбах
- «Семья Волковых» Д. И. Давурина — Сазонов

### ЛДТ имени Ленинского комсомола
- «Потоп» Х. Бергера — Бэр
- «Сирано де Бержерак» Э. Ростана — граф де Гиш
- «Фельдмаршал Кутузов» В. А. Соловьёва — Александр I
- «Много шума из ничего» Шекспира — Бенедикт

### ЛАТД имени А. С. Пушкина
- «Фронт» А. Е. Корнейчука — Крикун
- «Нашествие» Л. М. Леонова — Виббель
- «Вынужденная посадка» М. В. Водопьянова и Ю. Г. Лаптева — Колупаев

### Фильмография
- 1936 — Девушка спешит на свидание — чистильщик обуви
- 1957 — Дорогой бессмертия (фильм-спектакль) — начальник гестапо Бем
- 1965 — Понедельник начинается в субботу (фильм-спектакль) — Модест Матвеевич Камноедов
- 1977 — Бесприданница (фильм-спектакль) — Мокий Парменович Кнуров

## Признание
- Сталинская премия третьей степени (1952) — за исполнение роли начальника гестапо Бема в спектакле «Дорогой бессмертия» Г. А. Товстоногова и В. Г. Брагина, поставленный на сцене ЛДТ имени Ленинского комсомола
- медали